# Jack Colback
Jack Raymond Colback (Killingworth, 24 ottobre 1989) è un calciatore inglese, centrocampista del QPR.

## Carriera

### Club
Cresce nelle giovanili del Sunderland e nelle stagioni 2009-2010 e anche 2010-11 va in prestito all'Ipswich Town. Esordisce nel 2010 con il club che lo ha cresciuto,con cui colleziona in totale 121 presenze e 4 gol.
Nell'estate del 2014 si trasferisce a titolo definitivo al Newcastle United.
Il 20 maggio 2023, dopo la vittoria casalinga per 1-0 del Nottingham Forest sull'Arsenal, annuncia il suo addio ai Reds dopo tre stagioni.

### Nazionale
Nel 2012 ha giocato una partita con la nazionale inglese Under-20.

## Statistiche

### Presenze e reti nei club
Statistiche aggiornate all'8 marzo 2025.
| Stagione                 | Squadra                  | Campionato               | Campionato | Campionato | Coppe nazionali | Coppe nazionali | Coppe nazionali | Coppe continentali | Coppe continentali | Coppe continentali | Altre coppe | Altre coppe | Altre coppe | Totale | Totale | Totale |
| Stagione                 | Squadra                  | Comp                     | Pres       | Reti       | Comp            | Pres            | Reti            | Comp               | Pres               | Reti               | Comp        | Pres        | Reti        | Pres   | Reti   |        |
| ------------------------ | ------------------------ | ------------------------ | ---------- | ---------- | --------------- | --------------- | --------------- | ------------------ | ------------------ | ------------------ | ----------- | ----------- | ----------- | ------ | ------ | ------ |
| 2009-mag. 2010           | Ipswich Town             | FLC                      | 37         | 4          | FACup+CdL       | 2+2             | 1+0             | -                  | -                  | -                  | -           | -           | -           | 41     | 5      |        |
| mag.-giu. 2010           | Sunderland               | PL                       | 1          | 0          | FACup+CdL       | -               | -               | -                  | -                  | -                  | -           | -           | -           | 1      | 0      |        |
| ago.-ott. 2010           | Sunderland               | PL                       | 0          | 0          | FACup+CdL       | 0+1             | 0               | -                  | -                  | -                  | -           | -           | -           | 1      | 0      |        |
| ott. 2010-gen. 2011      | Ipswich Town             | FLC                      | 13         | 0          | FACup+CdL       | 0               | 0               | -                  | -                  | -                  | -           | -           | -           | 13     | 0      |        |
| Totale Ipswich Town      | Totale Ipswich Town      | Totale Ipswich Town      | 50         | 4          |                 | 4               | 1               |                    | -                  | -                  |             | -           | -           | 54     | 5      |        |
| gen.-giu. 2011           | Sunderland               | PL                       | 11         | 0          | FACup+CdL       | 1+0             | 0               | -                  | -                  | -                  | -           | -           | -           | 12     | 0      |        |
| 2011-2012                | Sunderland               | PL                       | 34         | 1          | FACup+CdL       | 4+1             | 1+0             | -                  | -                  | -                  | -           | -           | -           | 39     | 2      |        |
| 2012-2013                | Sunderland               | PL                       | 35         | 0          | FACup+CdL       | 2+3             | 0               | -                  | -                  | -                  | -           | -           | -           | 40     | 0      |        |
| 2013-2014                | Sunderland               | PL                       | 33         | 3          | FACup+CdL       | 4+5             | 0               | -                  | -                  | -                  | -           | -           | -           | 42     | 3      |        |
| Totale Sunderland        | Totale Sunderland        | Totale Sunderland        | 114        | 4          |                 | 21              | 1               |                    | -                  | -                  |             | -           | -           | 135    | 5      |        |
| 2014-2015                | Newcastle Utd            | PL                       | 35         | 4          | FACup+CdL       | 0+3             | 0               | -                  | -                  | -                  | -           | -           | -           | 38     | 4      |        |
| 2015-2016                | Newcastle Utd            | PL                       | 29         | 1          | FACup+CdL       | 0+1             | 0               | -                  | -                  | -                  | -           | -           | -           | 30     | 1      |        |
| 2016-2017                | Newcastle Utd            | FLC                      | 29         | 0          | FACup+CdL       | 2+3             | 0               | -                  | -                  | -                  | -           | -           | -           | 34     | 0      |        |
| 2017-gen. 2018           | Newcastle Utd            | PL                       | -          | -          | FACup+CdL       | -               | -               | -                  | -                  | -                  | -           | -           | -           | -      | -      |        |
| Totale Newcastle Utd     | Totale Newcastle Utd     | Totale Newcastle Utd     | 93         | 5          |                 | 9               | 0               |                    | -                  | -                  |             | -           | -           | 102    | 5      |        |
| feb.-giu. 2018           | Nottingham Forest        | FLC                      | 16         | 1          | FACup+CdL       | -               | -               | -                  | -                  | -                  | -           | -           | -           | 16     | 1      |        |
| 2018-2019                | Nottingham Forest        | FLC                      | 38         | 3          | FACup+CdL       | 1+0             | 0               | -                  | -                  | -                  | -           | -           | -           | 39     | 3      |        |
| 2020-2021                | Nottingham Forest        | FLC                      | 17         | 0          | FACup+CdL       | 0               | 0               | -                  | -                  | -                  | -           | -           | -           | 17     | 0      |        |
| 2021-2022                | Nottingham Forest        | FLC                      | 38+3       | 3+1        | FACup+CdL       | 4+1             | 0               | -                  | -                  | -                  | -           | -           | -           | 46     | 4      |        |
| 2022-2023                | Nottingham Forest        | PL                       | 11         | 0          | FACup+CdL       | 1+4             | 0               | -                  | -                  | -                  | -           | -           | -           | 16     | 0      |        |
| Totale Nottingham Forest | Totale Nottingham Forest | Totale Nottingham Forest | 120+3      | 7+1        |                 | 11              | 0               |                    | -                  | -                  |             | -           | -           | 134    | 8      |        |
| 2023-2024                | QPR                      | FLC                      | 29         | 3          | FACup+CdL       | 0               | 0               | -                  | -                  | -                  | -           | -           | -           | 29     | 3      |        |
| 2024-2025                | QPR                      | FLC                      | 14         | 1          | FACup+CdL       | 1+1             | 0               | -                  | -                  | -                  | -           | -           | -           | 16     | 1      |        |
| Totale QPR               | Totale QPR               | Totale QPR               | 43         | 4          |                 | 2               | 0               |                    | -                  | -                  |             | -           | -           | 45     | 4      |        |
| Totale carriera          | Totale carriera          | Totale carriera          | 423        | 24         |                 | 47              | 2               |                    | -                  | -                  |             | -           | -           | 470    | 26     |        |

## Palmares

### Club

#### Competizioni nazionali
- Football League Championship: 1

Newcastle Utd: 2016-2017